# Nuncjatura Apostolska w Ugandzie
Nuncjatura Apostolska w Ugandzie – misja dyplomatyczna Stolicy Apostolskiej w Republice Ugandy. Siedziba nuncjusza apostolskiego mieści się w Kampali.

## Historia
2 września 1966 papież Paweł VI utworzył Nuncjaturę Apostolską w Ugandzie. Dotychczas relacje z tym państwem leżały w gestii Delegaty Apostolskiej Afryki Wschodniej z siedzibą w Kenii. Do 1969 pronuncjusz apostolski w Ugandzie był równocześnie nuncjuszem apostolskim w Rwandzie.